# Highway to Hell (노래)
〈Highway to Hell〉은 AC/DC의 1979년 음반 《Highway to Hell》의 오프닝 트랙이다. 처음에는 1979년에 싱글로 발매되었다.
이 곡은 앵거스 영, 맬컴 영, 본 스콧에 의해 작곡되었고, 앵거스 영은 즉각적인 고전 음악이 된 기타 리프를 작곡한 공로를 인정받았다. AC/DC는 이전에 여러 장의 스튜디오 음반을 만들었고 앵거스 영에 의해 지옥으로 가는 고속도로(highway to hell)라고 일컬어지는 힘든 투어 일정을 통해 그것들을 끊임없이 홍보하고 있었다.

## 배경
이 곡의 제목은 끊임없이 순회하며 길 위에서 살아가는 믿을 수 없을 만큼 고된 성격을 반영한다.
이 싱글은 비록 그 차트에서 19번째 주에 30위에 그쳤음에도 불구하고, 독일 싱글 차트에서 45주를 보냈다.
본 스콧은 이 곡이 발매된 지 6개월여 만에 친구의 차 뒷좌석에서 숨진 채 발견됐다.

## 인증
| 국가                                                            | 인증        | 판매량/출하량 |
| --------------------------------------------------------------- | ----------- | ------------- |
| 이탈리아 (FIMI)                                                 | 2× 플래티넘 | 100,000       |
| 멕시코 (AMPROFON)                                               | 4× 플래티넘 | 240,000       |
| 영국 (BPI) sales since 2010                                     | 플래티넘    | 600,000       |
| 미국 (RIAA) sales since 2003                                    | 골드        | 500,000^      |
| ^출하량을 기반으로 한 인증 · 판매량+스트리밍을 기반으로 한 인증 |             |               |